# ロヴェッタ
ロヴェッタ（伊: Rovetta ( 音声ファイル)）は、イタリア共和国ロンバルディア州ベルガモ県にある、人口約4,100人の基礎自治体（コムーネ）。

## 地理

### 位置・広がり
ベルガモ県北東部、ヴァル・セリアーナのコムーネ。県都ベルガモから北東へ32km、州都ミラノから北東へ78kmの距離にある。

#### 隣接コムーネ
隣接するコムーネは以下の通り。
- カスティオーネ・デッラ・プレゾラーナ
- チェレーテ
- クルゾーネ
- コーレレ
- フィーノ・デル・モンテ
- ガンディーノ
- オルトレッセンダ・アルタ
- ソンガヴァッツォ
- ヴィッラ・ドーニャ
- ヴィルミノーレ・ディ・スカルヴェ

### 地震分類

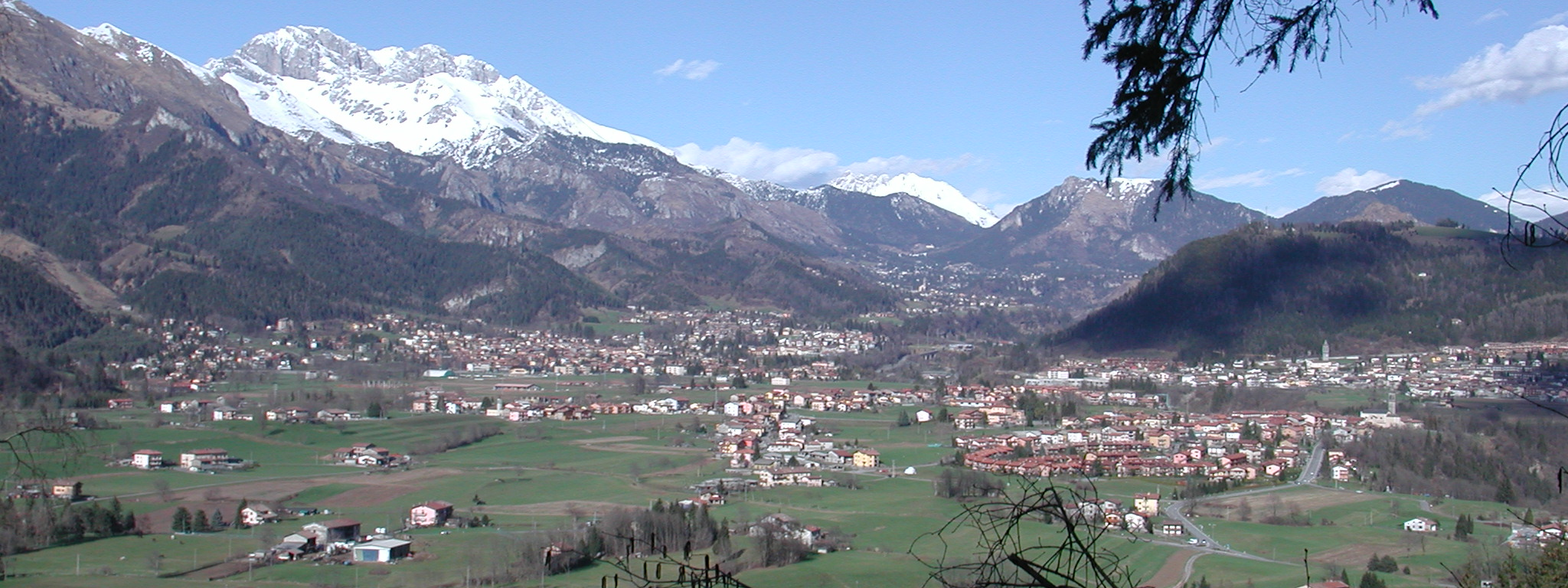
クルゾーネ高原に位置するロヴェッタ

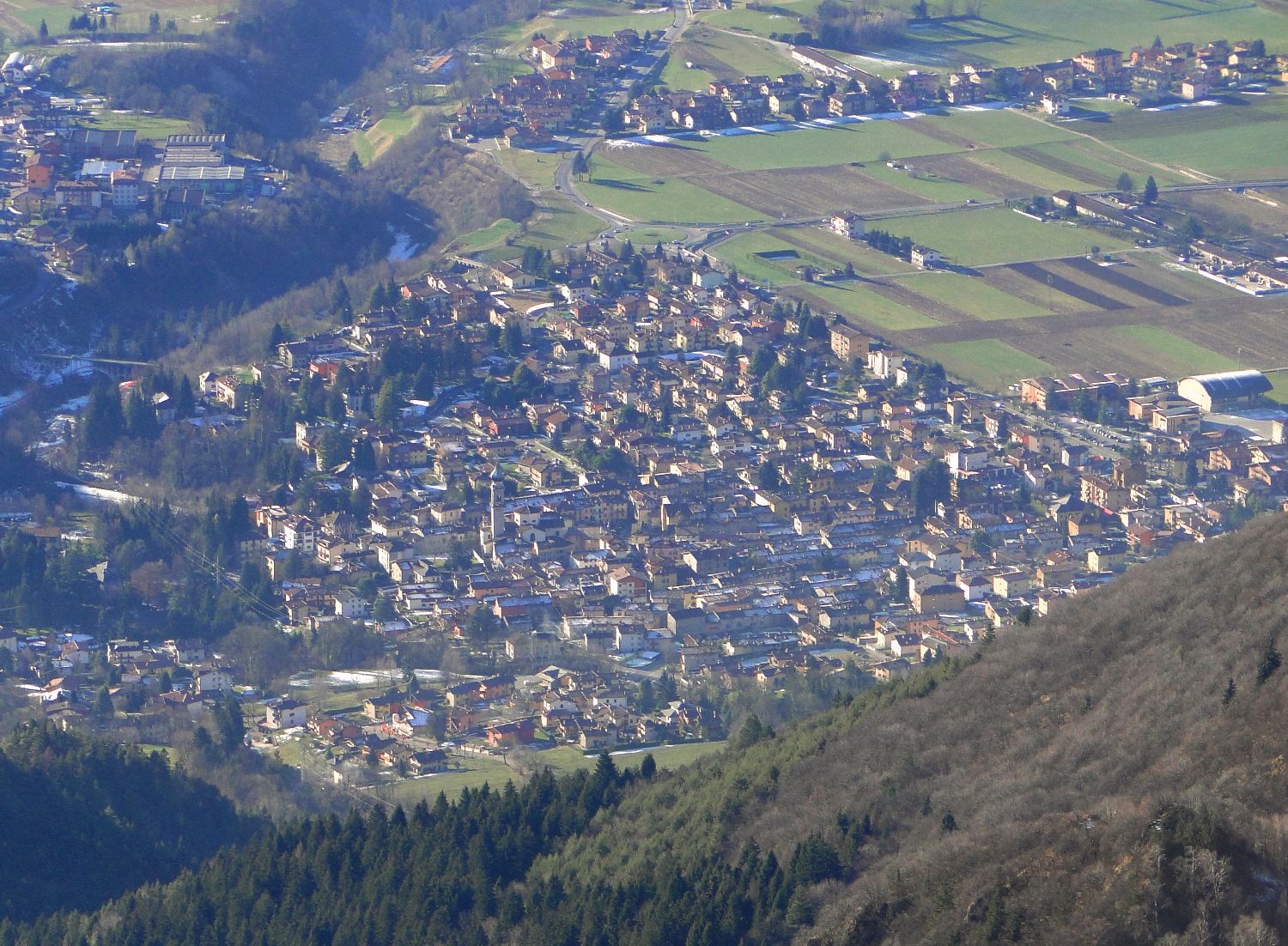

イタリアの地震リスク階級 (it) では、3 に分類される
。

## 行政

### 山岳部共同体
広域行政組織である山岳部共同体「ヴァッレ・セリアーナ山岳部共同体」  (it:Comunità montana della Valle Seriana)  （事務所所在地：クルゾーネ）を構成するコムーネである。

## 姉妹都市
- Vilafant、スペイン